# Fujitsu FM Towns
Fujitsu FM Towns (FM Towns) је био кућни рачунар фирме Фуџицу (Fujitsu) који је почео да се производи у Јапану од 1989. године.
Користио је Intel 80386dx као микропроцесор. RAM меморија рачунара је имала капацитет од 1 или 2 MB, зависно од модела (највише 64 MB).
Као оперативни систем коришћен је Town OS.

## Детаљни подаци
Детаљнији подаци о рачунару FM Towns су дати у табели испод.
|                       |                                                                                    |
| [ 1 ]                 |                                                                                    |
| Произвођач            | Фуџицу                                                                             |
| Тип                   | кућни рачунар                                                                      |
| Меморија              | 1 или 2 MB, зависно од модела (највише 64 MB)                                      |
| Поријекло             | Јапан                                                                              |
| Година                | 1989                                                                               |
| Тастатура             | пуни помак тастера, 123 (!) тастера са функцијским тастерима и нумеричка тастатура |
| Процесор              |                                                                                    |
| Фреквенција процесора | 16                                                                                 |
| RAM                   | 1 или 2 MB, зависно од модела (највише 64 MB)                                      |
| ROM                   | непознато                                                                          |
| Текст                 | непознато                                                                          |
| Графика               | од 256 x 256 до 640 x 480                                                          |
| Боја                  | 16 M боја палета - све до 32768 на екрану                                          |
| Звук                  | 6 канални FM, 8 канални PCM                                                        |
| Димензије             | непознато                                                                          |
| Портови               |                                                                                    |
| Оперативни систем     |                                                                                    |